# Roncus diocletiani
Espèce
Roncus diocletiani est une espèce de pseudoscorpions de la famille des Neobisiidae.

## Distribution
Cette espèce est endémique de Croatie. Elle se rencontre vers Marasovića.

## Description
La femelle holotype mesure 3,115 mm.

## Publication originale
- Ćurčić, Dimitrijević, Radja & Radja, 2008 : On two new species of pseudoscorpions from the Dinaric karst. Archives of Biological Sciences, vol. 60, no 2, p. 315-324.